# 宮崎勤事件
宫崎勤事件发生于1988年至1989年的日本東京都与埼玉县，案中罪犯宮崎勤先後綁架、傷害及殺害四名年紀介乎4到7歲的女童。他幻想吃掉女童後會令死去的爺爺復活。1989年宮崎勤因傷害他人身體與謀殺而被捕。2008年6月17日宮崎勤在東京拘置所被处以絞刑。多年來他未曾向受害人家屬道歉，反而向治療師說：「請你告訴全世界，我是一位好人。」
日本警察廳的正式名稱為「警察廳廣域重要指定第117号事件」（警察庁広域重要指定第117号事件），日本《現代用語的基礎知識》年鑑则称為「東京・埼玉連續幼女誘拐殺人事件」（東京・埼玉連続幼女誘拐殺人事件）。

## 年表
| 日期           | 説明 |
| -------------- | --- |
| 1988年8月22日  | 第一被害人（4歲）被诱拐並殺害。殺害後宮崎所拍攝錄像表明其曾對已屍僵的屍體實行淫穢行為。                                                                       |
| 1988年10月3日  | 第二被害人（7歲，小學一年級生）被诱拐，後在森林中被殺害且立即實行淫穢行為。但根據證詞，被害人在遭受淫穢行為時仍然留存有呼吸，雙脚也在輕微移動。               |
| 1988年12月9日  | 第三被害人（4歲）被誘拐，被繩索勒死後屍體被拋棄在森林裡。 |
| 1988年12月15日 | 警方發現第三被害人的全裸屍體。 |
| 1989年2月6日   | 宮崎在第一被害人的家中放置一盒裝有紙片及骨頭碎片的紙板箱。 |
| 1989年2月10日  | 宮崎使用假名「今田勇子」，向朝日新聞東京本社及第一被害人家屬寄送手寫犯罪聲明。                                                                                |
| 1989年3月11日  | 宮崎再次使用假名「今田勇子」，向朝日新聞東京本社及第二被害人家屬寄送手寫告白文。                                                                              |
| 1989年6月6日   | 第四被害人（5岁）被诱拐后杀害。根據證詞，宮崎將被害人的雙手烘烤並吃掉，但原告認爲其為强調自我異常而作假供。                                                   |
| 1989年6月11日  | 警方發現第四被害人的碎屍屍體。 |
| 1989年7月23日  | 宮崎在東京都八王子市對6岁女性幼童姊妹實行淫穢行為。姊姊在宮崎逼迫妹妹拍攝裸照時向父親告發。宮崎隨後遭到公民逮捕並移交警方。宫崎以強制猥褻嫌疑爲由被當場逮捕。 |
| 1989年8月9日   | 宫崎招供第四被害人兇殺案事實。 |
| 1989年8月10日  | 警方據宫崎的口供發現第四被害人的頭部。事件開始被媒體廣爲傳播。                                                                                                |
| 1989年8月11日  | 警方以誘拐、殺人及屍體遺棄嫌疑爲由再次逮捕宫崎。 |
| 1989年8月13日  | 宫崎招供第一及第三被害人兇殺案事實。 |
| 1989年8月24日  | 宫崎接受東京地方檢查廳總務部診断室的簡易精神鑒定，結論為「無法否認思覺失調的可能性，但現時其仍處於人格障礙的範圍內」。                                        |
| 1989年9月1日   | 警察廳公佈事件正式名稱「警察廳廣域重要指定第117号事件」 |
| 1989年9月2日   | 宫崎以第四被害人兇殺案被正式起訴。 |
| 1989年9月5日   | 宫崎招供第二被害人兇殺案事實。 |
| 1989年9月6日   | 警方據宫崎的口供在東京都西多摩郡五日市町（現秋留野市）發現第二被害人的屍體。                                                                                  |
| 1989年9月13日  | 警方發現第一被害人的屍體。 |
| 1989年9月29日  | 宫崎以第一被害人兇殺案被正式起訴。 |
| 1989年10月19日 | 宫崎以第二及第三被害人兇殺案被正式起訴。 |
| 1990年12月上旬 | 宫崎接受5名精神科醫生與1名臨床心理學家為主導的精神鑒定。 |
| 1992年3月31日  | 精神鑒定結論書公開，表明其患有人格障礙。 |
| 1992年12月18日 | 受辯護人委托，宫崎再次接受三名專家醫師的第二次精神鑒定。 |
| 1994年12月     | 第二次精神鑒定結論書公開，表明為其患有思覺失調症（1人）或多重人格（2人）。                                                                                    |
| 1997年4月14日  | 東京地方裁判所宣判宫崎勤死刑。宫崎當庭提出上訴。 |
| 2001年6月28日  | 東京高等裁判所駁回上訴，維持一審判決。 |
| 2001年7月10日  | 宫崎再次提出上訴。 |
| 2006年1月17日  | 日本最高裁判所駁回辯方上訴，維持並確定終審判決。 |
| 2006年2月1日   | 辯方要求糾正判決但被最高裁判所駁回。 |
| 2008年6月17日  | 日本時任法務大臣鳩山邦夫簽署死刑執行命令，于上午在東京拘留所執行絞刑。                                                                                        |

## 动机
宮崎勤成績優異，但患有「兩側先天性橈骨尺骨癒合症」，雙手無法反轉手腕令掌心向上，常因此而遭人嘲笑。其家境也较为富裕，父親從事印刷及出版地方報紙的業務，對他管教嚴厲，宮崎勤自小與爺爺感情要好。當他爺爺1988年去世後，他妄想吃掉女童屍體能令爺爺復活。1994年，其父因宮崎勤的行為而感羞辱而跳河自殺，宮崎勤指父親死了令他精神為之一振，並表示「我覺得很爽」。另外兇嫌在幼時就有虐待動物舒壓的嗜好，精神狀況異於常人。
因此日本法院當時為他進行為期三年的心理評估，兩份報告指他精神不全，另一份指他有人格障礙。他多年來以此進行上訴，堅稱自己是精神病驅使下犯法；當初的鑑定者保崎秀夫於法庭上表示宮崎有戀童的頃向，而當時戀童並非被鑑定者認為是精神疾病。
宮崎勤被捕後不斷辯稱是卡通人物「老鼠人」所下的毒手，並且畫了一張其所謂的「老鼠人」草圖，20年來從未向任何受害家屬表達過悔意。

## 事件影响

### 社会
当时，日本儿童性犯罪非常少见。因此日本人大多反映出来的是震惊和愤怒。许多人，尤其是教育家曾深深的反思。御宅族也因此遭到了批評、指責和歧视。

### 法律
事实上，宫崎事件后，日本法律并没有对防范儿童性犯罪作出什么特别的对策，这和日本人对法律的观点有一定的关系。但近年来日本开始针对性犯罪修订法律。2004年提高了强奸罪的量刑等级；2006年，又规定色情动画不允许以儿童为主角进行制作。

### 動畫、漫畫產業
宫崎事件发生后，日本動漫畫產業遭受了毁灭性的打击对业界的影响。至1995年《新世紀福音戰士》播出，日本人看重了御宅族文化有着可观的经济利润，因而重新发展，才开始恢復。當時負責報導的記者木村透，於2005年11月21日坦誠他在取材時不公正，將成人書刊放置在正常書堆的最上方後進行攝影，造成社會對於動漫畫產業的誤解，該聲明已被刪除。由于日本动漫经济的多元化的发展。近年来日本动漫收益仍然年年增长。

### 后续事件
2004年11月17日宫崎事件被重演，奈良市发生女童被杀事件，称为“小林薰事件”。该事件中受害者被殺害的方法被发现与日本最著名BBS——2ch上的著名動漫画作品《庫洛魔法使》版面的某讨论相似。儿童性犯罪问题再次成为日本人关注和思考的焦点。不过逮捕嫌犯后证实与2ch无关。

## 受害人
1. 今野真理，4歲
2. 吉泽正美，7歲
3. 難波绘梨香，4歲
4. 野本綾子，5歲

## 外部連結
- 「加害者」家族的現況（页面存档备份，存于）（日語）
- 從「宮崎勤事件」看御宅族的壓力（页面存档备份，存于）